# King Sound
King Sound är en vik i Australien. Den ligger i delstaten Western Australia, omkring 1 800 kilometer nordost om delstatshuvudstaden Perth.